# Compton’s Most Wanted
Compton’s Most Wanted – grupa gangsta rap powstała w późnych latach 80. XX wieku. Liderem grupy był MC Eiht.
Compton’s Most Wanted sukcesy odnosiło we wczesnych latach 90. Ich największym hitem jest singel Hood Took Me Under który jest samplem utworu Isaaca Hayesa, „Walk On By”. Znalazł się on na ścieżce dźwiękowej do gry GTA San Andreas i pochodzi z płyty Music To Drive-by. W 2006 roku wydali oni album Music To Gang Bang którego nazwa nawiązuje do album z 1992 roku, Music To Drive-by.

## Dyskografia
- It’s a Compton Thang (Orpheus/EMI 1990)
- Straight Checkn’em (Epic/Sony 1991)
- Music to Drive-by (Orpheus/Epic/Sony 1992)
- Represent (Halfounce 2000)
- Music to Gang Bang (2006)